# Lorenzo Ricci
Lorenzo Ricci (Firenze, 2 agosto 1703 – Roma, 24 novembre 1775) è stato un gesuita e teologo italiano, il 18º Preposito generale della Compagnia di Gesù e l'ultimo generale prima della soppressione dell'ordine nel 1773.

## Biografia

### Gioventù e inizio carriera
Nato da una delle più antiche e importanti famiglie della Toscana, dopo aver frequentato con profitto il ginnasio dei Gesuiti di Prato, Ricci entrò nell'ordine il 16 novembre 1718, all'età di 15 anni. Dopo il corso preliminare di spiritualità (noviziato a Sant'Andrea, Roma) Ricci studiò Filosofia e Teologia al Collegio Romano (Roma). Egli era destinato a diventare professore di Scienze Sacre e a specializzarsi in Teologia (1740-42). Durante l'insegnamento Ricci fu anche guida spirituale (1751) di molti giovani religiosi al Collegio Romano. Egli, infatti, sembrava preferire questo lavoro spirituale calmo e senza pretese, in particolare dare gli Esercizi spirituali di Ignazio di Loyola (una forma di ritiri guidati).

### Superiore generale
Nella 19ª Congregazione generale fu eletto Superiore generale al secondo scrutinio. Abbastanza consapevole di alcuni seri difetti della Compagnia disse durante la Congregazione: L'odio che la Compagnia sta sperimentando in alcuni ambienti proviene in parte dall'arroganza degli scritti di alcuni dei nostri. La crisi con la reale corte cattolica dei Borboni stava venendo a capo: espulsione dal Portogallo l'anno dopo la sua elezione (1758), dalla Francia nel 1764, dalla Spagna e da Napoli nel 1767, dal ducato di Parma nel 1768. Ricci assistette impotente. Fin quando Clemente XIII fu papa, la Compagnia fu in qualche modo protetta. Il papa diede audacemente una nuova pubblica approvazione della Compagnia (la bolla Apostolicum Pascendi, del 1769). Clemente XIII consigliò a Ricci: 'coraggio, preghiera e pazienza'... Incline alla spiritualità mandò lettere circolari ai Gesuiti su Fervente perseveranza nella Preghiera (1763), Una più grande fervore nella preghiera nel 1769 e appena pochi mesi prima della soppressione della Compagnia un'altra dal titolo Un nuovo incentivo alla Preghiera (febbraio 1773). Chiaramente egli non era in contatto con quello che stava accadendo. Ma la pressione stava crescendo e al conclave, convocato per eleggere il successore di Clemente XIII, la soppressione dell'ordine dei Gesuiti era chiaramente la questione principale. Fu eletto Clemente XIV; non è chiaro se egli fece la promessa di sopprimere la Compagnia. Dopo la sua elezione Clemente XIV prese decisioni forti ed umilianti nei confronti della Compagnia con lo scopo di placare i suoi nemici, ma le pressioni politiche erano incessanti ed alla fine il Papa soppresse l'ordine (Dominus ac Redemptor del 21 luglio 1773) per ragioni che non rese pubbliche.

### Fine e valutazione
Le comunità gesuitiche furono sbandate, le biblioteche confiscate, le proprietà saccheggiate, e Ricci fu imprigionato a Castel Sant'Angelo a Roma, dove subì altre umiliazioni e maltrattamenti (non gli era consentito di celebrare la S. Messa). Le accuse indirizzate pubblicamente verso i Gesuiti non furono mai portate in un'aula di tribunale. Prima di morire Ricci dichiarò solennemente davanti a testimoni: Io protesto e dico che la Compagnia di Gesù non ha dato nessuna motivazione alla sua soppressione; non c'era nessuna ragione perché io venissi rinchiuso in prigione. Ricci morì il 24 novembre 1775, a 72 anni.
Giulio Cesare Cordara, amico intimo di Ricci, fece probabilmente la migliore valutazione: Io avrei giudicato Ricci, la guida migliore, in un mare calmo e tranquillo. Ma a causa della sua natura gentile, io penso che egli non era equipaggiato per essere al timone in mezzo alla violenza delle onde in tempesta. (Pastor, History of the Popes, vol. XXXV, p. 379).